# Mona Thomas
 (août 2011).
Mona Thomas est une écrivaine française, auteure de romans, de théâtre et d'études sur l'art contemporain. Née en 1952 à Guingamp, elle vit entre Paris et Audierne.

## Biographie
Apprentissage de la lecture dans les Contes d'Andersen et La vie des douze Césars de Suétone. 

Apprentissage de l'écriture à Tananarive.  
Premiers textes publiés dans le n°1 du Torchon brûle en 1971.

Récits, nouvelles, reportages publiés dans Libération en 1978-1985.

Théâtre sur France Culture 1978-1992 dont une première pièce, Tu oublies où tu es, par Roland Dubillard en 1983.

Premier livre, Alar, chez Fayard -la bleue- en septembre 1995.
Elle a publié une douzaine de titres qui tournent autour de la chose sauvée, la quête, l'épopée d'une vie entre deux mondes.
Hybrides du roman et de l'essai, ses livres impurs sont de la parole construite. D'où leur style direct, que le narrateur en soit l'auteur ou un personnage inventé.
Lauréate de la Villa Mont-noir en 2001, élabore le projet Écrire à l’œuvre : un enseignement d’écriture lié au musée. Mise en place d’Écrire à l’œuvre au musée du Louvre 2001-2005 et au musée d'Orsay 2004-2009. 
Écrire à l’œuvre intègre le programme Égalité des Chances de la Fondation d’entreprise Culture et Diversité 2007-2015.
Un enseignement de perfectionnement de la langue à l’Esit -École supérieure d'interprètes et de traducteurs- et à Paris-Dauphine 2004-2012 et en parallèle, des ateliers d'écriture en lycée professionnel en périphérie Paris-Nord et en région.
Participe au programme du Ministère de l’Éducation nationale À l’école des écrivains 2010-2016.
L’anthropologue Michèle Petit a évoqué ce travail à plusieurs reprises, notamment dans son livre L’Art de lire ou comment résister à l’adversité, Paris, Belin, 2008, et dans La littérature, partie intégrante de l’art d’habiter, Communications automne 2010.
Quand SciencesPo Paris -Institut des Sciences Politiques- ouvre ses enseignements fondamentaux aux disciplines artistiques, inaugure avec Le personnage Le portrait 2011-2016 un cours d’écriture littéraire.  
Critique d'art, membre de l'AICA -Association internationale des critiques d'art, participe à la création de Beaux Arts magazine en 1983. Nombreuses contributions sur l'art contemporain -Art Press, Kunstforum avant de se tourner vers le livre avec notamment Un art du secret, 1997, collection d'Yves Michaud -Jacqueline Chambon.

## Œuvres

### Roman
- L'Histoire de la grande Marie, Éditions Arléa, 2017.
- L'homme est ingouvernable, Éditions Coop Breizh, 2014.
- Léman, Éditions Stock, 2013.
- Tanger 54, Éditions Stock, 2012.
- La Bibliothèque du docteur Lise, Éditions Stock, 2011.
- Ton visage d'animal, Éditions Champ-Vallon, 2008.
- On irait, (réédition), L’École des Loisirs, mars 2007
- Comment faire une danseuse avec un coquelicot, Éditions Champ-Vallon, 2004.
- La Chronique des choses, Éditions Champ-Vallon, 2002.
- Mon vis-à-vis, Éditions Champ-Vallon, 2000.
- On irait, Éditions Gallimard Frontières 1999.
- Un grand rangement, Éditions Fayard 1996.
- Alar, Éditions Fayard 1995.

#### Coauteur
- Paris des écrivains, Collectif -Laure Murat, éd. du Chêne, 1997
- Lettres à la mère -Madame de Sévigné, Collectif, éd. Grignan, 1995

### Théâtre
- Rêve ! Lecture par le Théâtre de Lille, à la Villa Mont-Noir 2001
- La conférence du retour, par Roland Bertin au théâtre Essaïon 1998. Publié dans Le Nouveau Recueil Théâtre, juin 1997.
- Les blancs, mise en scène Thierry Bédard à la Ferme du Buisson 1994
- Le salon des orchidées, Lecture dirigée par Catherine Hiégel à Avignon, retransmission France Culture 1992
- Hélène 1927, création Hélène Surgère et Josiane Stoléru aux Petits Mathurins 1985 - L'Avant-Scène n°771
- Loin du grenier. Lecture par Hélène Surgère à Théâtre Ouvert & France Culture - Création au Lucernaire 1985 - L'Avant-scène n°743
- Tu oublies où tu es. Création France Culture par Roland Dubillard 1984

### Art
- Dans l'amitié de Tanger 54, Fondation Lambert Avignon, éd. Actes-Sud, 2012.
- Et pluie le soleil !, Fondation de France, 2008
- L'artiste, l'atelier, le verre, Xavier Barral, 2007
- Un art du secret, collectionneurs d'art contemporain en France, coll. Yves Michaud -Jacqu.Chambon, 1997

### Traduction
- La Cuisine de l'alchimiste de Ahmed Yacoubi, traduction française, présentation et postface, Actes-Sud, 2014.
- Dispersion, nouvelle traduction de Ashes to Ashes de Harold Pinter, mise en scène Gérard Desarthe. Avec Gérard Desarthe et Carole Bouquet. Théâtre de l'Œuvre Paris 2014 -tournée en France et à l’étranger 2015-2016.